# Phyllastrephus baumanni
El bulbul de Baumann (Phyllastrephus baumanni) es una especie de ave paseriforme de la familia Pycnonotidae propia de África occidental.

## Distribución y hábitat
Se encuentra en África occidental, desde Guinea y Sierra Leona al este de Nigeria. Su hábitat natural son los bosques húmedos tropicales y las sabanas húmedas.